# Chylnus
Chylnus es un género de coleópteros adéfagos de la familia Carabidae. 

## Especies
Relación de especies:
- Chylnus ater (Putzeys, 1868)
- Chylnus concolor (Sloane, 1892)
- Chylnus montanum (Casletnau, 1867)
- Chylnus substriatum (Moore, 1960)